# Red Hat Society
Red Hat Society (RHS) er en social organisation grundlagt i 1998 for kvinder, der nærmer sig 50 år eller over. I juli 2009 havde organisationen over 70.000 registrerede medlemmer og næsten 24.000 afdelinger i USA og 25 andre lande. Organisationen er dermed verdens største sociale gruppering for kvinder.
Den 25. april er Red Hat Society Day.
Medlemmerne klæder sig i lilla og bærer røde hatte; deraf navnet.